# Jakub (hrabia Wessexu)

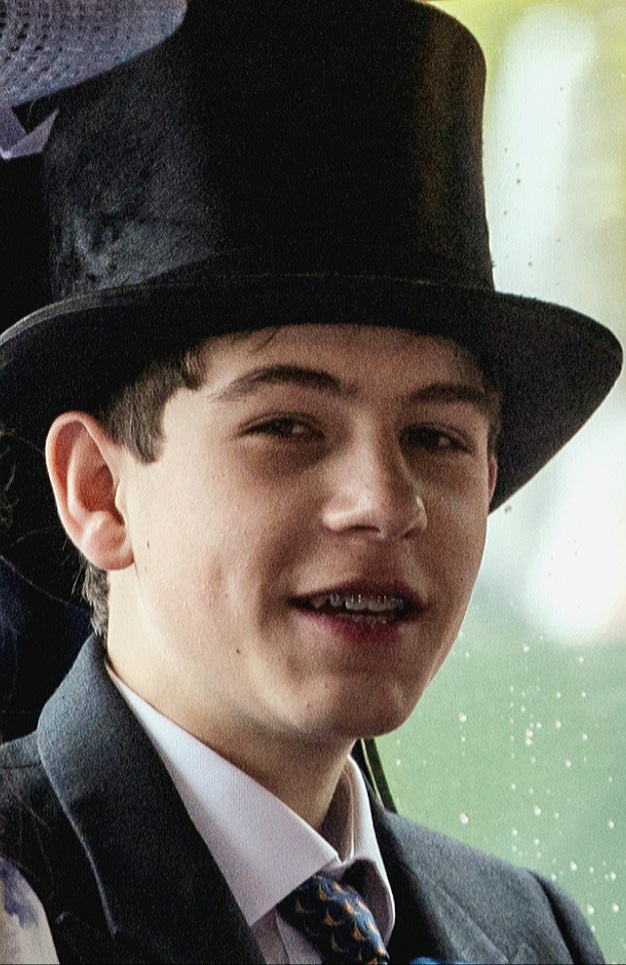

Jakub, hrabia Wessexu, ang. James, Earl of Wessex, właśc. Jakub Aleksander Filip Teodor Mountbatten-Windsor, ang. James Alexander Philip Theo Mountbatten-Windsor (ur. 17 grudnia 2007 we Frimley) – potomek brytyjskiej rodziny królewskiej z dynastii Windsorów, drugie dziecko i pierwszy syn Edwarda, księcia Edynburga i jego żony, Zofii, księżnej Edynburga; najmłodszy wnuk królowej Elżbiety II; od 2007 wicehrabia Severnu, od 2023 hrabia Wessexu (w teorii oba te tytuły nosi jego ojciec; wobec Jakuba są stosowane jako tytuły grzecznościowe); znajduje się w linii sukcesji brytyjskiego tronu.
Od urodzenia nosił tytuł wicehrabiego Severnu. Od marca 2023 ma prawo do używania dotychczasowego tytułu swojego ojca - hrabiego Wessexu. Nie jest formalnie członkiem brytyjskiej rodziny królewskiej i wobec tego nie ma obowiązku reprezentowania monarchy w oficjalnych wystąpieniach. Poprzez swojego przodka, Jana Wilhelma Friso, księcia Oranii spokrewniony jest ze wszystkimi rodzinami królewskimi i książęcymi panującymi w Europie.
Mieszka w Pałacu Świętego Jakuba w Londynie.

## Powiązania rodzinne i edukacja
2 lipca 2007 rzecznik rodziny królewskiej ogłosił, że 42-letnia hrabina Wessexu jest w ciąży. Wicehrabia Jakub urodził się 17 grudnia 2007 we Frimley Park Hospital w Surrey.
Jego rodzicami są Edward, hrabia Wessexu, brytyjski książę z dynastii Windsorów i jego żona, Zofia, z domu Rhys-Jones. Ma starszą siostrę, lady Ludwikę Windsor. Jego dziadkami są ze strony ojca Filip, książę Edynburga, potomek greckiej i duńskiej rodziny królewskiej i jego żona, Elżbieta II, królowa Zjednoczonego Królestwa z dynastii Windsorów; natomiast ze strony matki Christopher Bournes Rhys-Jones, sprzedawca samochodów i jego żona, Mary Rhys-Jones z domu O’Sullivan, sekretarka.
20 grudnia książę i księżna zaprezentowali chłopca dziennikarzom w sesji fotograficznej, gdy opuszczali szpital w Surrey. 21 grudnia 2007 ogłoszono imiona chłopca: Jakub Aleksander Filip (po dziadku ze strony ojca), Theo (po pradziadku ze strony matki), i jego tytuł – wicehrabia Severn.

### Religia
Został ochrzczony w obrządku kościoła anglikańskiego w Prywatnej Kaplicy Zamku Windsor 19 kwietnia 2008. Jego rodzicami chrzestnymi zostali Denise Poulton, Jeanye Irwin, Alastair Bruce, Duncan Bullivant i Tom Hill. Ceremonii przewodniczył biskup David Conner. Jakub był pierwszą osobą, która w czasie chrztu nosiła replikę oryginalnej sukienki chrzcielnej, używanych przez członków rodziny królewskiej od 1840 roku.

### Edukacja
Jest uczniem Eagle House School w Sandhurst.

### Związki z rodziną królewską
Hrabia Jakub formalnie nie jest członkiem rodziny królewskiej. Jako wnuk brytyjskiego monarchy w linii męskiej uprawniony jest do używania tytułu Jego Królewskiej Wysokości Księcia Zjednoczonego Królestwa, ale zgodnie z życzeniem rodziców tytułowany jest jak syn hrabiego – hrabia Wessexu, a nie jak syn księcia. Jest pierwszą osobą w kolejności dziedziczenia tytułu swojego ojca – hrabiego Wessexu. Nie jest zobowiązany do udziału w oficjalnych wystąpieniach ani reprezentowania monarchy.
Po raz pierwszy uczestniczył w wydarzeniu razem z członkami rodziny królewskiej w maju 2009 podczas Royal Windsor Horse Show w Windsorze. W czerwcu 2013 po raz pierwszy wziął udział w obchodach Trooping the Colour.
W czerwcu 2020 opublikowano wywiad z hrabiną Wessexu, w którym poinformowała, że gdy jej syn skończy osiemnaście lat, będzie mógł zdecydować, czy chce używać predykatu Jego Królewskiej Wysokości i pełnić oficjalne funkcje w rodzinie królewskiej.